# Praterinsel
Die Praterinsel ist neben der Museumsinsel eine der beiden befestigten und bebauten Flussinseln der Isar in München.

## Geographie
Die Insel weist bei einer Länge von 524 Metern und einer maximalen Breite von 95 Metern eine Fläche von 3,6 Hektar auf. Sie liegt zwischen den Große und Kleine Isar genannten Isararmen, in die sich die Isar südlich der Museumsinsel teilt.
Im Norden der Insel führt die Maximiliansbrücke von der Maximilianstraße zum Maximilianeum. Auf der Praterinsel befindet sich neben dem „Aktionsforum Praterinsel“ mit Künstlerateliers und Veranstaltungsräumen auch das Alpine Museum des Deutschen Alpenvereins.
Die Praterinsel ist über mehrere Fußgängerbrücken erreichbar: Die Mariannenbrücke verbindet die Insel mit dem Westufer der Isar, der Kabelsteg mit dem Ostufer. Der Wehrsteg schafft die Verbindung zur flussaufwärts gelegenen Museumsinsel. Befahrbar ist die Praterinsel vom Westufer her über die unmittelbar südlich der Maximiliansbrücke gelegene Praterwehrbrücke. Während die Maximiliansbrücke für den heutigen Straßenverkehr die gesamte Nordspitze der Insel umspannt, konnte im 19. Jahrhundert Bürgermeister Alois von Erhardt nur zu Fuß über den sogenannten Nischenbrunnen erreicht werden.
Der nördliche Teil der Praterinsel, der durch die Maximiliansbrücke vom Rest der Insel getrennt ist, wird nach dem romantischen Maler Moritz von Schwind als Schwindinsel bezeichnet. Die unbebaute Insel ist von der Mitte der Maximiliansbrücke zugänglich. An ihrer Nordspitze – auch „Spitz“ genannt – vereinigen sich Große und Kleine Isar.

## Geschichte

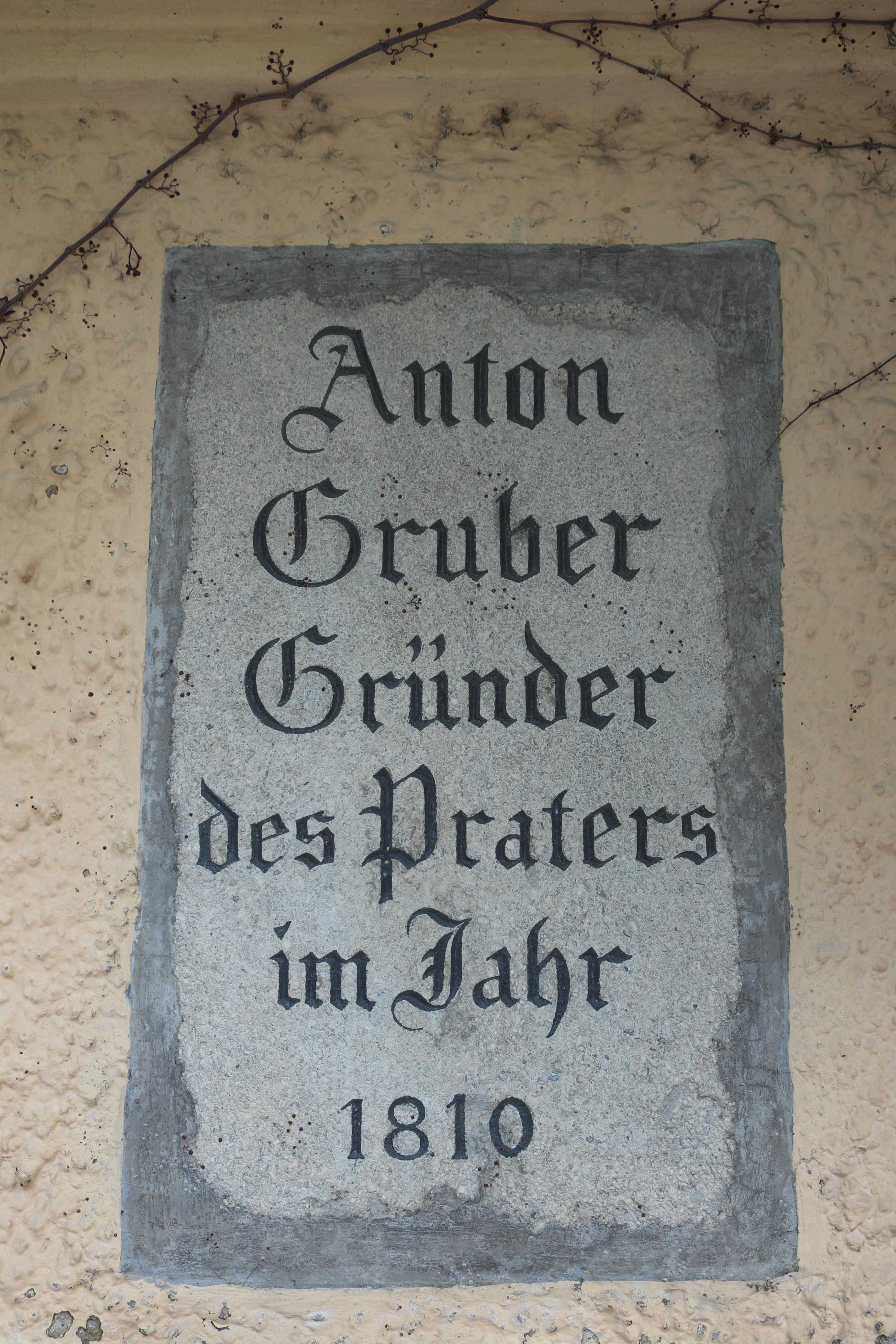
Gedenktafel für Anton Gruber auf der Praterinsel

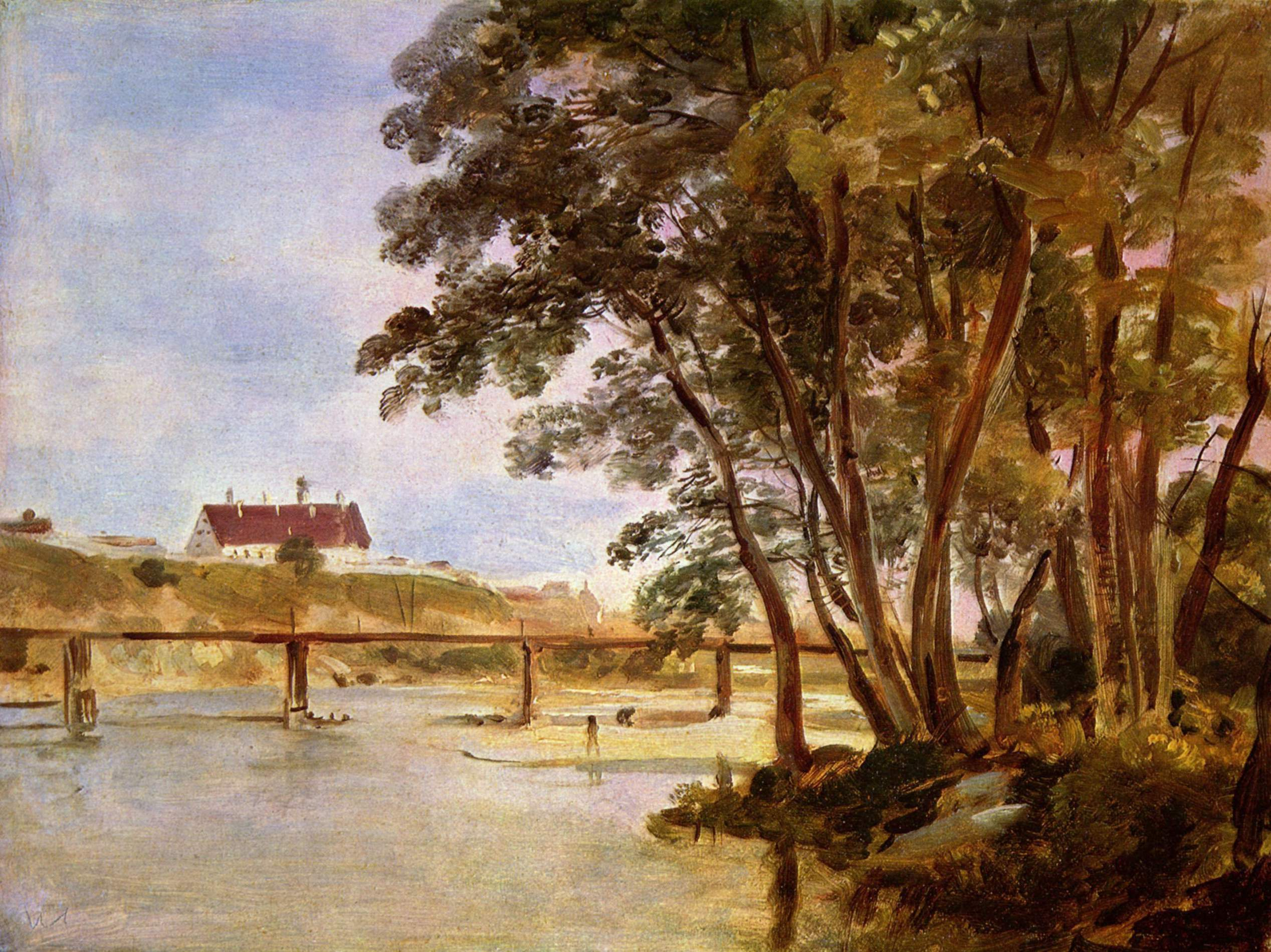
Praterinsel mit Blick zum Siechenhaus auf dem Gasteig, Johann Georg von Dillis (nach 1800)

Die Praterinsel diente zunächst als Erholungs- und Nutzgarten, den Franziskaner-Mönche dort angelegt hatten.
Die erste dokumentierte Bebauung fand 1810 statt, als der Wirt Anton Gruber dort ein Gasthaus errichtete, welches er – in Anlehnung an den Wiener Vergnügungspark – „Die Praterwirtschaft“ nannte. Daran erinnert eine Gedenktafel auf der Insel. Daneben eröffnete er einen kleinen Park mit Karussell, und sein Sohn erweiterte das Gasthaus 1834 um einen Tanzsaal. Aufgrund der großen Beliebtheit der Lokalitäten in dieser Zeit nannte man die Insel bald nur noch Praterinsel.
Als 1857 mit dem Bau des Maximilianeums und der über die Insel führenden Maximiliansbrücke begonnen wurde, ließ die Attraktivität des Ortes aufgrund der umfangreichen Bauarbeiten (die Brücke wurde 1864 fertiggestellt) stark nach, so dass Gruber seine Wirtschaft verkaufen musste.
Käufer war Anton Riemerschmid, der auf dem Grundstück 1870 Fabrikgebäude für seine „Königlich Bayerische privilegierte Weingeist-, Spiritus-, Likör- und Essigfabrik“ bauen ließ. Das heutige Atelierhaus im Osten der Insel war damals als Heizgebäude errichtet worden.

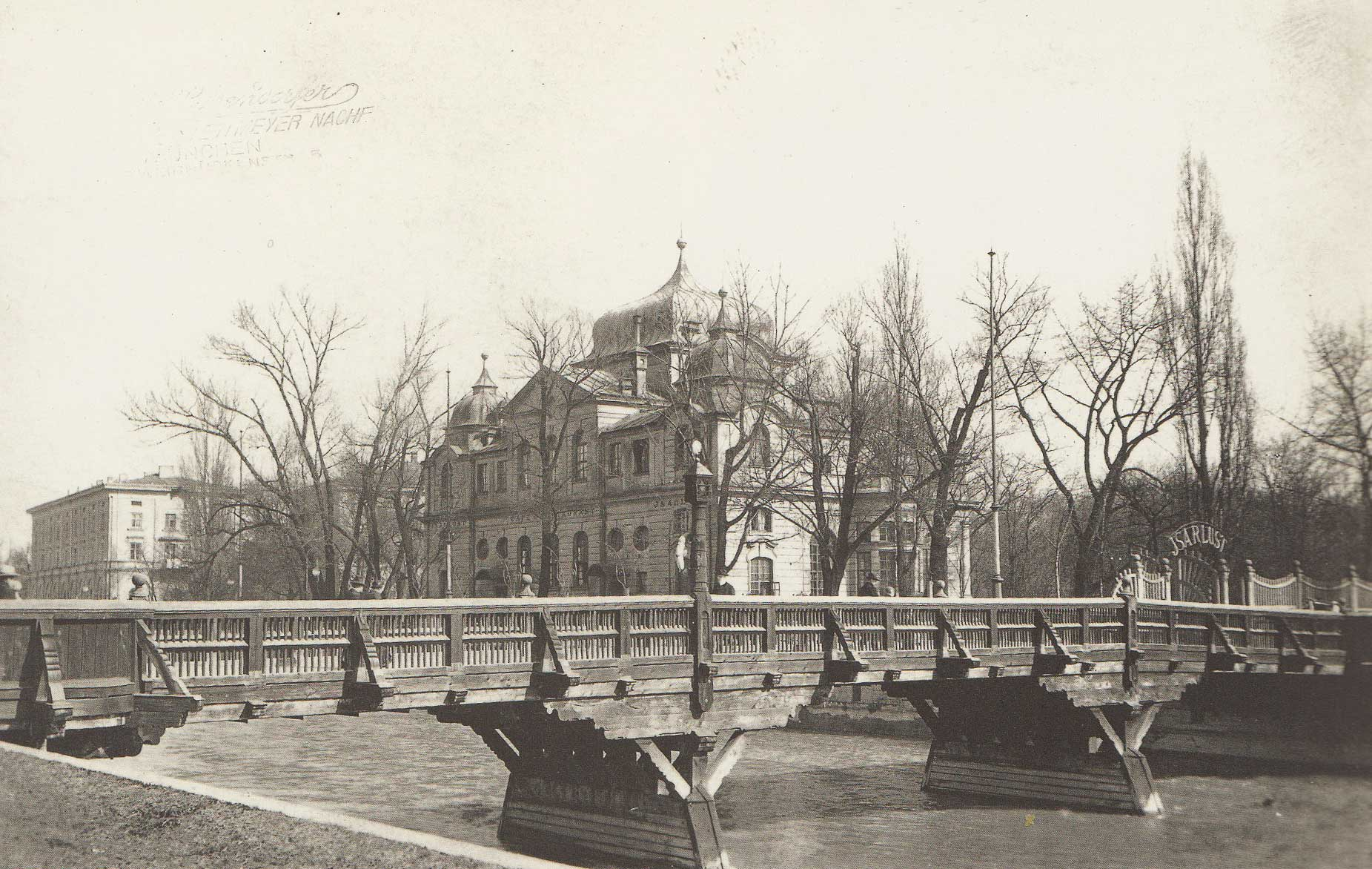
Das Restaurant „Isarlust“ auf der Praterinsel (ca. 1905)

Im Rahmen der Baumaßnahmen für die Große Deutsch-Nationale Kunstgewerbeausstellung 1888 wurden die Überfälle zwischen der Praterinsel und der südlich von ihr gelegenen und mit ihr durch einen begehbaren Wehrsteg verbundenen Feuerwerksinsel
zugeschüttet. Der Name Feuerwerksinsel geht auf den Pyrotechniker Heinrich Burg zurück, der gegenüber in der Quaistraße, heute Steinsdorfstraße, wohnte. und auf der Insel pyrotechnische Experimente durchführte. Auf der ehemaligen Feuerwerksinsel – jetzt Teil der Praterinsel – entstand für die Ausstellungsbesucher das Restaurant und Café Isarlust, in dessen Gebäude sich heute das Alpine Museum befindet.

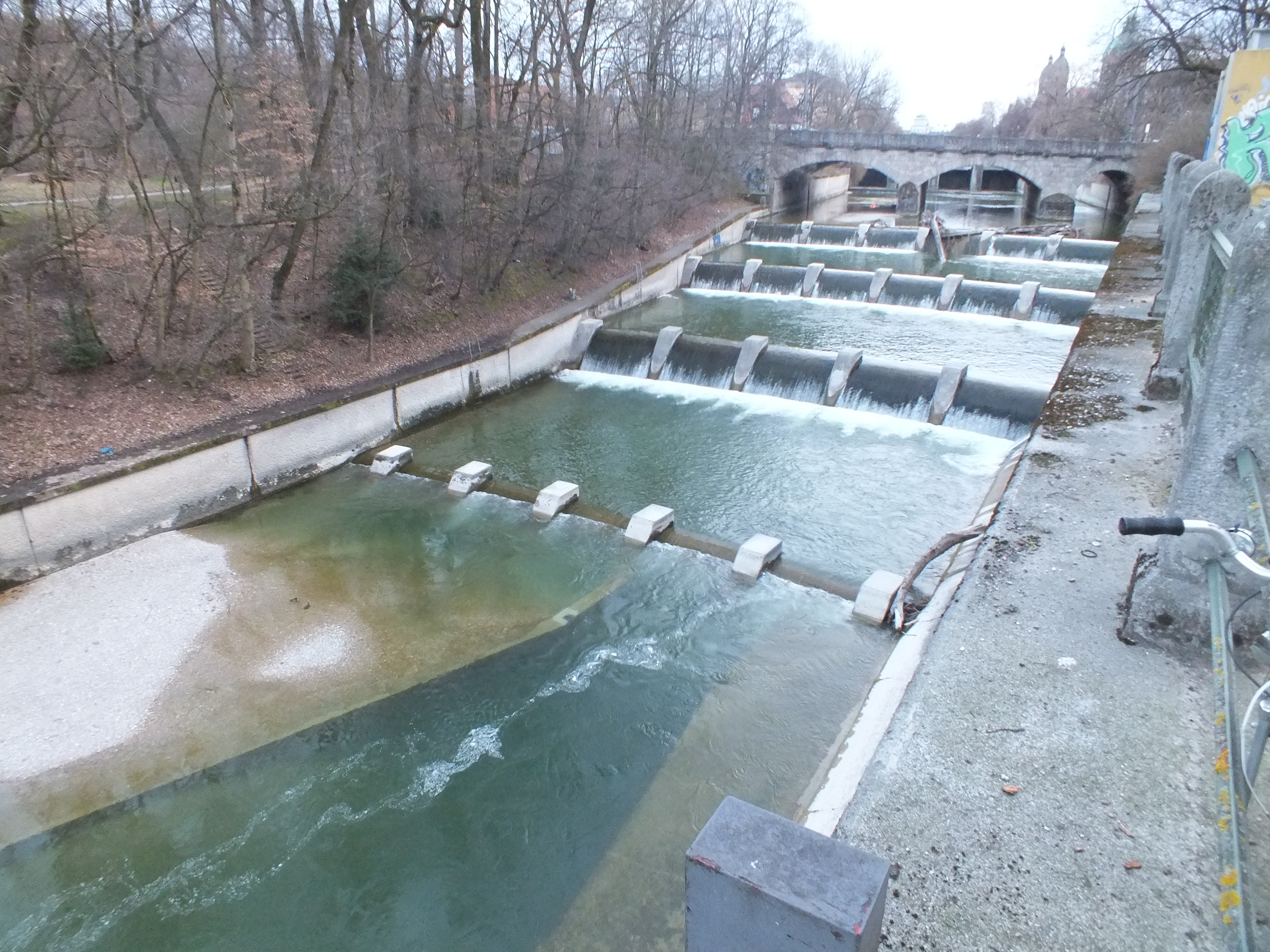
Kaskaden im westlichen Isararm an der Praterinsel unterhalb der Maximiliansbrücke

Robert Riemerschmid, der Urenkel des Fabrikanten Anton Riemerschmid, führte dessen Schnapsgeschäft weiter und veranstaltete daneben in den 1920er Jahren Symposien und Vorträge mit international bekannten Wissenschaftlern, Künstlern, Literaten und Politikern auf der Insel. Neben der Aufstockung des ehemaligen Wirtshauses um eine Etage wurde durch den Architekten Richard Riemerschmid ein weiterer Verbindungsbau zwischen Nord- und Westflügel errichtet.
Die Schnapsfabrik verlegte ihren Produktionsstandort 1984 vor die Tore von München nach Erding, die Fabrik auf der Praterinsel wurde stillgelegt. 1988 erwarb ein Investor das Gelände und ließ Fabrik- und Lagerhallen zu Künstlerateliers, Ausstellungs- und Veranstaltungsräumen („Aktionsforum Praterinsel“, eine Kulturinstitution in Privatbesitz) ausbauen. Von 1. Februar 2010 bis 30. September 2016 wurden die Veranstaltungsflächen unter dem Motto praterinsel – raum für events durch die planworx GmbH verwaltet. Die 1987 gegründete Agentur für Eventmarketing hatte bis Dezember 2016 ihren Sitz auf der Insel.
1993 hatte der Münchner Stadtrat beschlossen, die Praterinsel vorwiegend für kulturelle Zwecke zu nutzen. Ein entsprechendes Gesamtkonzept liegt bis heute nicht vor.
Bis heute befinden sich folgende Parteien auf der Praterinsel: Der Freistaat Bayern mit dem Ministerium für Unterricht und Kultus, das Forstdienst-Wohngebäude, das für die Verwaltung der dortigen Eventräume zuständige Team der Käfer Service GmbH, und der Deutsche Alpenverein mit Museum und Bibliothek. Seit 1988 hatte der österreichische Aktionskünstler Wolfgang Flatz ein Atelier in einer ehemaligen Garage mit der Adresse Praterinsel 3. Flatz hat mittlerweile unter Protest das Gelände verlassen und neue Atelierräume in Obersendling (Kistlerhofstraße) bezogen. Flatz räumte jedoch nicht die ehemalige Garage auf der Praterinsel, als ihn der Vermieter dazu aufforderte, sondern kämpft in einem Jahre dauernden Rechtsstreit um seine Räume; im Juni 2022 gab das Gericht in einem zentralen Punkt dem Vermieter recht (aber Flatz kann noch Berufung einlegen).
Der umstrittene Vorbesitzer der Praterinsel Dieter Bock hatte mit der Begründung einer anstehenden Renovierung die dort ansässige Künstlerkolonie 2006 gekündigt und dann die Liegenschaft leer weiterverkauft. Seit 2007 verwaltete die Augsburger Immobilienverwaltungsgesellschaft Patrizia AG die Insel, bevor der Immobilienunternehmer Urs Brunner das Areal kaufte.
Eine Künstlergruppe besetzte das Gelände am 30. Oktober 2009 unter dem Motto Wir sind München, um auf die Schieflage hinzuweisen.
Das ehemalige denkmalgeschützte Künstlergebäude steht heute leer und verfällt. Die Events auf der Insel sind heutzutage (2013 bis 2015) eher dem Bereich Business Events zuzurechnen und haben wenig mit einer kulturellen Nutzung durch freie Künstler gemeinsam. Zwischen Mai und September residiert seit 2013 im Isarhof der Eventräumlichkeiten der vom Praterinsel-Team betriebene Praterstrand.
Seit 2010 erzeugt das in dem die Insel westlich umfließenden Isararm gelegene Praterkraftwerk elektrische Energie.